# 12,8-cm-Flak 40
Le 12,8-cm Flak 40 était un canon antiaérien allemand utilisé lors de la Seconde Guerre mondiale. Il fut l'un des plus efficaces de la guerre, fut décliné en version antichar, et monté sur des blindés.

## Histoire
Son développement commença en 1936 chez la société Rheinmetall Borsig. Le premier prototype fut achevé fin 1937, et douze pièces mobiles entrèrent en service en 1940. Cependant le canon pesait 12 tonnes en position de tir, était difficile à déplacer et manipuler, et la version mobile fut abandonnée, les pièces suivantes installées sur des wagons de chemin de fer ou utilisées en statique, fixées sur des dalles en béton. Quatre-cent-cinquante pièces étaient en service en août 1944, dont plusieurs Flak 40 Zwilling, canons jumelés qui armèrent plusieurs Flaktürme.

## Performances
Les versions antiaériennes tiraient un obus de 26 kg avec une vitesse initiale de 880 m/s, atteignant une altitude de 10 675 m ; comparé au 88, le 128 utilisait quatre fois plus de poudre pour lancer la charge explosive.
Les versions antichars tiraient un obus de 26,6 kg pouvant pénétrer 200 mm de blindage à courte portée, 120 mm à 2 000 m. À titre de comparaison, le 88 possédait les mêmes caractéristiques à faible distance mais ne pénétrait que 72 mm de blindage à 2 000 m (un peu plus pour les versions 88 mm PaK 43).

## Variantes
- 12,8-cm Flak 40.

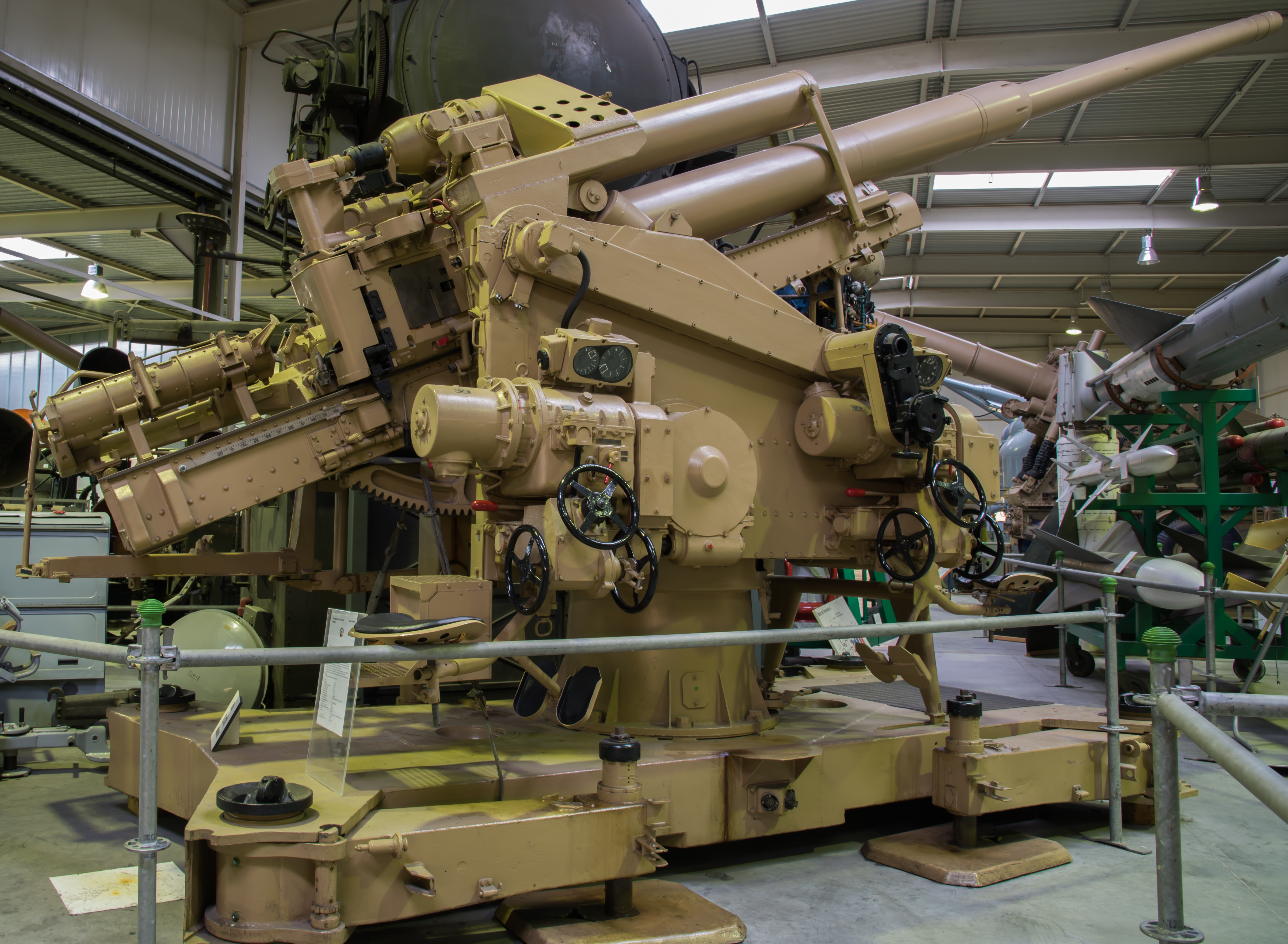
Flak 40/1 de 12.8 cm au Wehrtechnischen Studiensammlung Koblenz (musée de la guerre de Coblence)

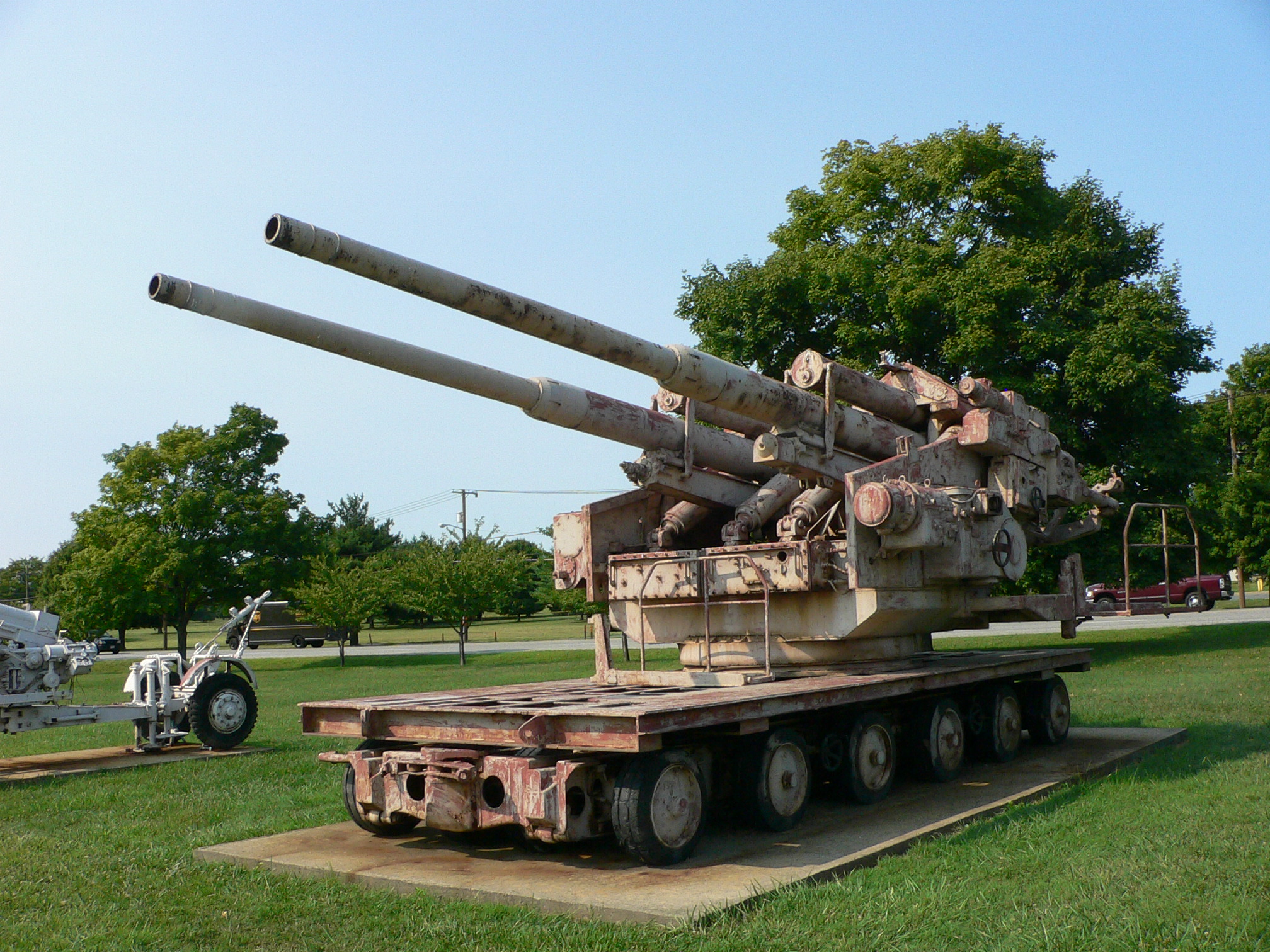
Flak 40 Zwilling à l'US Army Ordnance Museum.

- 12,8-cm Flak 40 Zwilling, deux canons jumelés sur embase commune, avec système miroir pour le chargement et le tir :  cadence de 20 coups/min.
- 12.8 cm Pak 44 (en) [1]
- 12,8-cm Pak 44(80) L/55, canon antichar adapté sur le chasseur de chars Jagdtiger.
- 12,8-cm K L/61, canon modifié pour équiper le « Sturer Emil », chasseur de chars produit à seulement deux exemplaires.

### Sources
(juillet 2014).
- ww2guide.com
- (en) Ian V. Hogg, Anti-aircraft artillery, Marlborough, Crowood Press, 2002, 1re éd., 189 p. (ISBN 978-1-86126-502-9)